# Brett W. Sperry

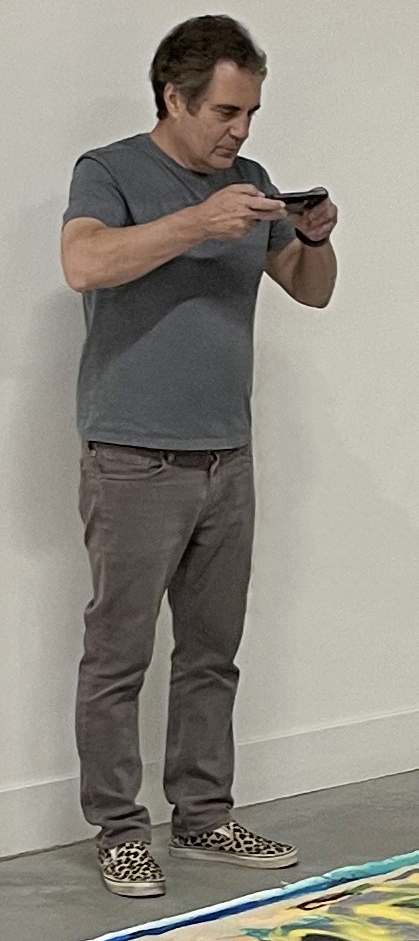
Brett W. Sperry (2024)

Brett Wesley Sperry (* Newington (Connecticut), Vereinigte Staaten) ist ein US-amerikanischer Computerspielentwickler, Unternehmer und Galerist. Gemeinsam mit Louis Castle war er Gründer des Unternehmens Westwood Studios und dort maßgeblich für das Konzept des Titels Command & Conquer verantwortlich, der dem Genre der Echtzeit-Strategiespiele zum Durchbruch verhalf. Auch die Genrebezeichnung wird auf Sperry zurückgeführt.

## Leben
Sperry interessierte sich eigenen Angaben zufolge bereits seit seiner Kindheit für Computer und Computerspiele. Dennoch absolvierte er erst ein Studium der Psychologie und Architektur an der Arizona State University. 1979 kam er mit seiner Familie aus Connecticut nach Las Vegas. Dort lernte er 1983/84 im Apple Store Century 23 den Verkäufer Louis Castle kennen. Im März 1985, mit Anfang 20, gründeten Sperry und Castle gemeinsam das Entwicklerstudio Westwood Associates (später umbenannt in Westwood Studios) in Las Vegas. Vor der Gründung Westwoods arbeitete Sperry als Programmierer für Applied Computer Technology in Las Vegas, wo er gemeinsam mit Peter Filiberti Spielekonvertierungen für Activision, Imagic und andere Unternehmen durchführte. Eine seiner Hauptaufgaben war dabei die Portierung des Spiels Impossible Mission auf den Apple II. Sperry übernahm bei Westwood Aufgaben im Bereich Design, Produktion, Support, Verpackungsgestaltung und Content. Für die Vermarktung des Titels Dune II – Kampf um Arrakis schuf Sperry die Genre-Bezeichnung Echtzeit-Strategiespiel zur Beschreibung des Spielkonzepts. Gemeinsam mit Joe Bostic entwickelte er das Designkonzept zu Command & Conquer, das dem Genre endgültig zum Durchbruch verhalf und eine große Zahl Nachahmer nach sich zog.
1997 bis zur Übernahme Westwoods durch den US-amerikanischen Publisher Electronic Arts arbeitete Sperry neben seiner Tätigkeit als President und CEO von Westwood zusätzlich als President of Worldwide Development für Westwoods Mutterkonzern Virgin Interactive. 1996 listete das US-amerikanische Online-Spielemagazin GameSpot auf Platz 3 der einflussreichsten Personen des Jahres in der PC-Spielbranche, sowie auf Platz 6 der einflussreichsten Personen aller Zeiten. 1997 listete das US-amerikanische Spielemagazin Computer Gaming World Sperry ebenfalls auf Platz 6 der einflussreichsten Game Designer aller Zeiten. Sperry verließ Westwood 2003, nachdem der 1998 bei der Übernahme des Studios mit EA vereinbarte Arbeitsvertrag über fünf Jahre ausgelaufen war. Im selben Jahr wurde Westwood Studios von EA aufgelöst und die bisherigen Aktivitäten und das C&C-Franchise im Studio EA Los Angeles gebündelt.
2007 eröffnete Sperry die Brett Wesley Gallery in Las Vegas, wo er seither als Co-Kurator tätig ist. Weiterhin gründete er 2008 gemeinsam mit Adam Isgreen, Joseph Hewitt und Rade Stojsavljevic das Entwicklungsstudio Jet Set Games.

## Ludografie
- 1985: Impossible Mission
- 1988: Mars Saga
- 1988: BattleTech: The Crescent Hawk’s Inception
- 1989: Mines of Titan
- 1990: Eye of the Beholder
- 1990: Dragonstrike
- 1990: Circuit’s Edge
- 1991: Eye of the Beholder II: The Legend of Darkmoon
- 1992: The Legend of Kyrandia
- 1992: Dune 2
- 1993: The Legend of Kyrandia: Hand of Fate
- 1993: Lands of Lore: The Throne of Chaos
- 1994: Der König der Löwen
- 1994: The Legend of Kyrandia: Malcolm’s Revenge
- 1995: Monopoly
- 1995: Command & Conquer
- 1996: Command & Conquer: Der Ausnahmezustand (Add-on)
- 1996: Command & Conquer: Alarmstufe Rot
- 1997: Lands of Lore: Götterdämmerung
- 1997: Command & Conquer Gold
- 1997: Command & Conquer: Sole Survivor
- 1997: Command & Conquer: Alarmstufe Rot: Gegenangriff (Add-on)
- 1997: Command & Conquer: Alarmstufe Rot: Vergeltungsschlag (Add-on)
- 1998: Dune 2000
- 1999: Lands of Lore 3
- 1999: Command & Conquer: Tiberian Sun
- 2000: Nox
- 2000: Command & Conquer: Tiberian Sun: Feuersturm (Add-on)
- 2000: Command & Conquer: Alarmstufe Rot 2
- 2001: Emperor: Battle for Dune
- 2001: Command & Conquer: Alarmstufe Rot 2: Yuris Rache (Add-on)
- 2002: Earth & Beyond
- 2002: Command & Conquer: Renegade